# 帕蘭吉

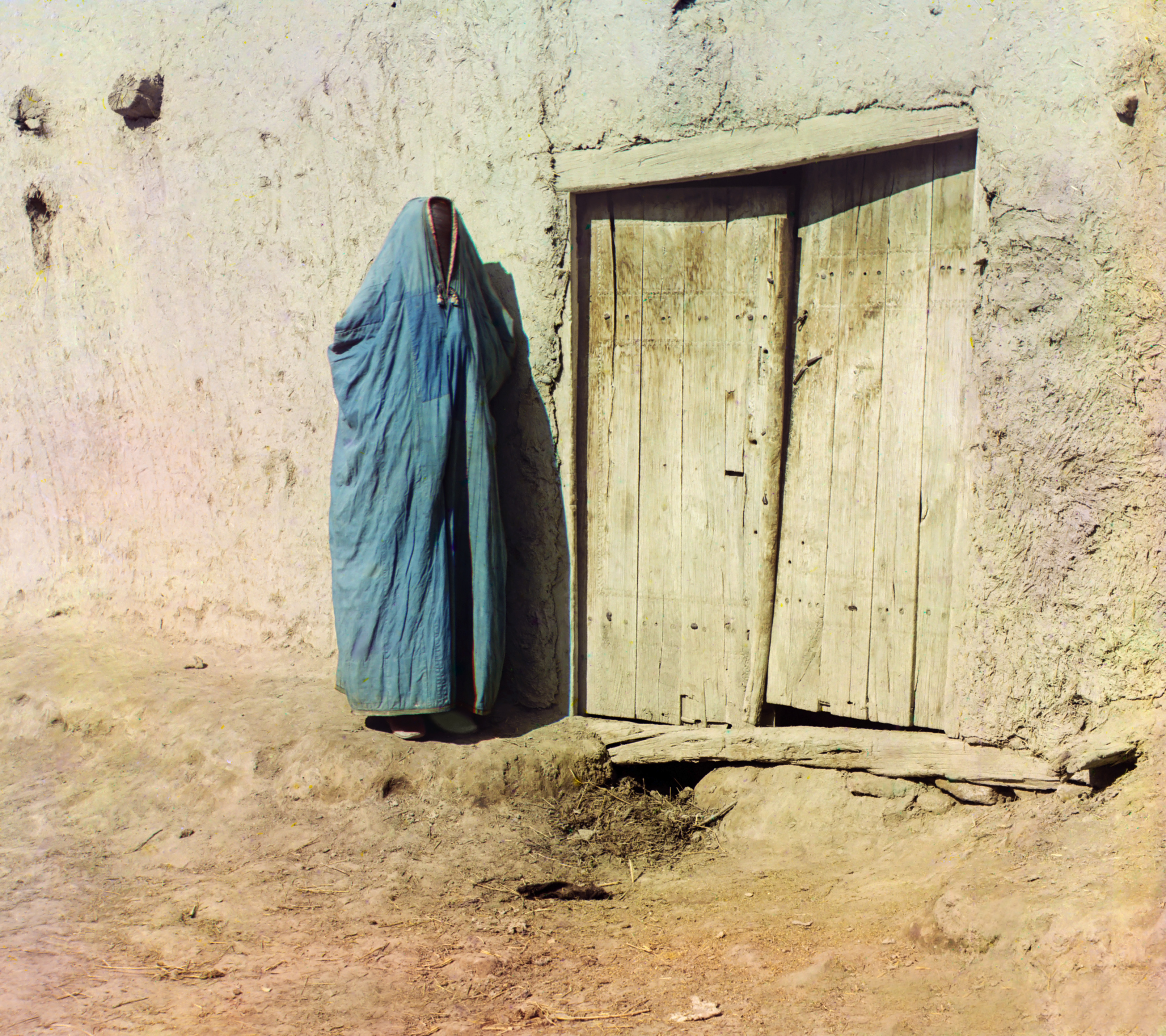
穿着帕兰吉的撒尔塔人女性，俄罗斯帝国撒马尔罕（现属于乌兹别克斯坦） 1910年

帕兰吉（英文：Paranja Paranji）是一种传统的长袍，主要穿着者是中亚的女性，它遮盖了头部和身体。在一些其他语言中，它常常也被称为波卡。它的设计和功能和其他的伊斯兰教服装类似。
遮盖脸部的的布料被称为 chachvan 或 chachvon，使用马的毛皮制作，故较为沉重。
关于帕兰吉的历史记载来自第一代凯德尔斯顿的寇松侯爵乔治·寇松，他于1886年前往布哈拉。在他任职期间，他从未见过10至50岁的女性，因为她们全都被隐藏了。沉重的黑色马毛面纱“太糟糕且太粗糙了，无法让人感到愉悦”，穿着宽松的蓝色长袍，固定着空袖子的妇女走来走去，可能被“误以为衣服四处游荡”，大皮靴遮住了脚。寇松指出：“有品位的女士们绝对不会冒险在任何公共场所或集市上露面。”他谴责这是一种暴政，这是一种在东方到处可见的夸大和错误的道德观念。
1917年，帕兰吉和 chachvon 在城市的乌孜别克人和塔吉克人中较为流行。在农村中较少出现，而在游牧人员中更少出现。
俄国十月革命鼓励妇女的解放，并试图阻止或禁止妇女穿着面纱和帕兰吉。
自苏联解体以来，塔吉克斯坦总统埃莫马利声称面纱不是塔吉克文化的一部分。面纱遭到吉尔吉斯斯坦总统阿尔马兹别克·阿坦巴耶夫政府的攻击。现在在中亚很少有人穿。

## 图片

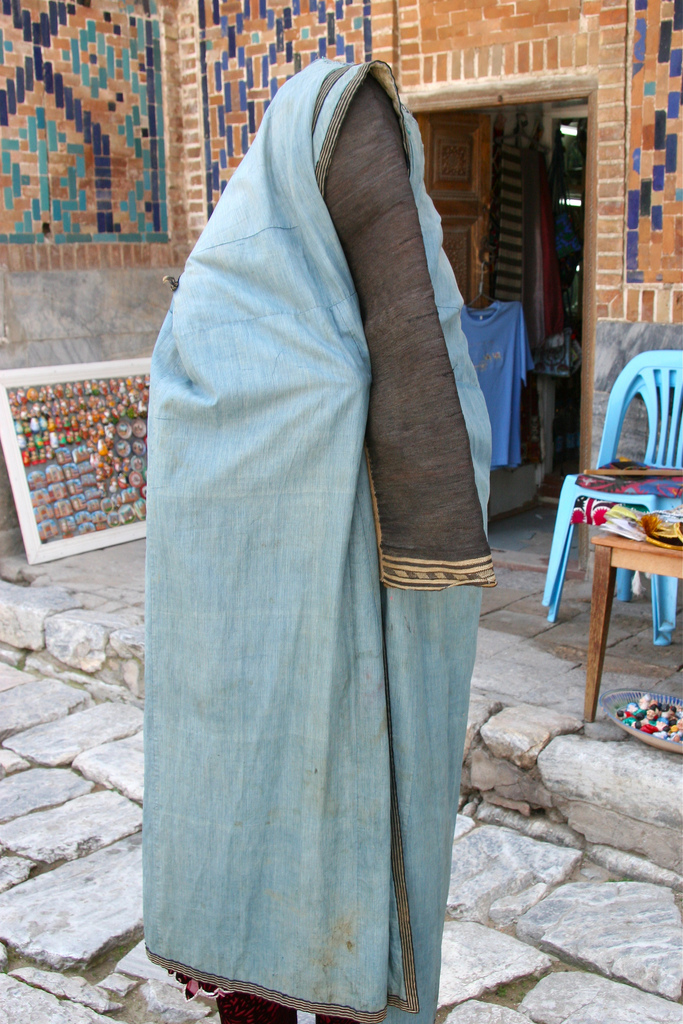
在布哈拉穿着帕兰吉的女性 1998年
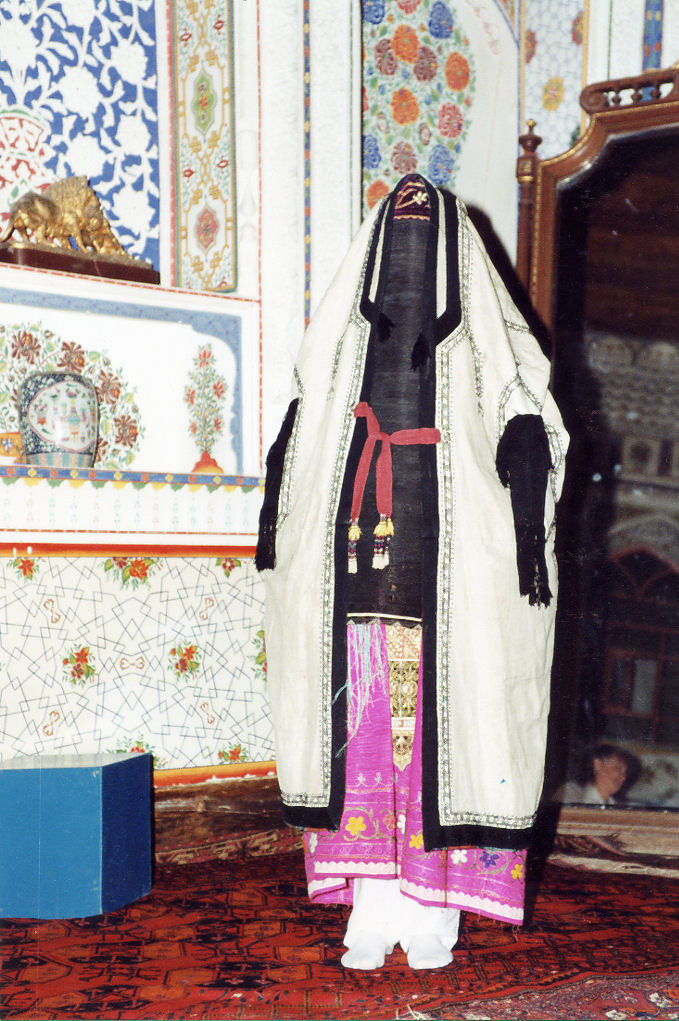
在撒马尔罕穿着帕兰吉的妇女 2001年
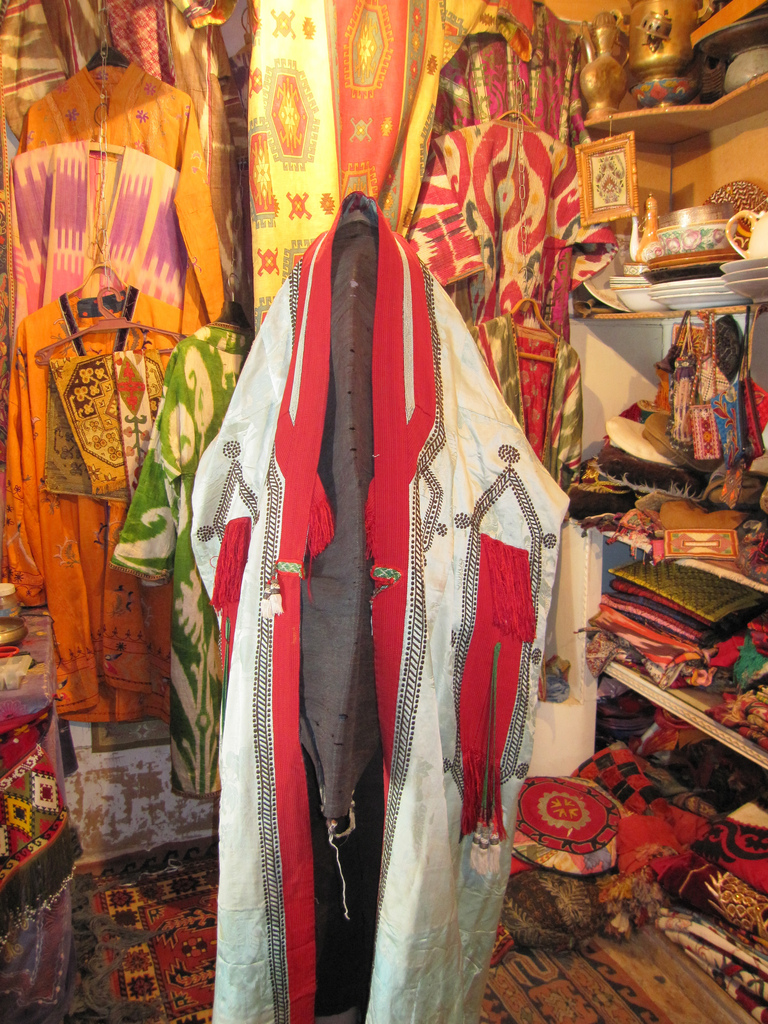
在布哈拉穿着帕兰吉的妇女 2005年